# Ла-Ліга 1992—1993
Сезон 1992–1993 в Ла Лізі — футбольне змагання у найвищому дивізіоні чемпіонату Іспанії, що проходило між 5 вересня 1992 та 20 червня 1993 року. Став 62-м турніром з моменту заснування Ла Ліги. Участь у змаганні взяли 20 команд, дві найгірші з яких за регламентом змагань відразу вибули до Сегунди, а ще два клуби брали участь у матчах плей-оф з представниками Сегунди за право виступів в елітному дивізіоні чемпіонату країни.
Переможцем турніру стала «Барселона», яка здобула свій 13-й трофей національної першості та вперше у свої історії здобула три чемпіонських титули поспіль. Інтрига щодо чемпіона країни трмалася до останнього ігрового дня — перед останнім туром змагання турнірну таблицю очолював мадридський «Реал», який не зміг втримати лідерство, з рахунком 0:2 поступився на виїзді «Тенерифе» і змушений був задовільнитися срібними нагородами.
| Чемпіон Іспанії 1992—1993 |
| ------------------------- |
| «Барселона» 13-й титул    |

## Підсумкова турнірна таблиця
|                       |     | Турнірна таблиця 1992-93 | О  | І  | В  | Н  | П  | М+ | М- | РМ  |
| --------------------- | --- | ------------------------ | -- | -- | -- | -- | -- | -- | -- | --- |
| Чемпіон Іспанії       | 1.  | «Барселона»              | 58 | 38 | 25 | 8  | 5  | 87 | 34 | +53 |
| Володар Кубка Іспанії | 2.  | «Реал Мадрид»            | 57 | 38 | 24 | 9  | 5  | 75 | 28 | +47 |
|                       | 3.  | «Депортіво» (Ла-Корунья) | 54 | 38 | 22 | 10 | 6  | 67 | 33 | +34 |
|                       | 4.  | «Валенсія»               | 48 | 38 | 19 | 10 | 9  | 60 | 33 | +27 |
|                       | 5.  | «Тенерифе»               | 44 | 38 | 15 | 14 | 9  | 59 | 47 | +12 |
|                       | 6.  | «Атлетіко» (Мадрид)      | 43 | 38 | 16 | 11 | 11 | 52 | 42 | +10 |
|                       | 7.  | «Севілья»                | 43 | 38 | 17 | 9  | 12 | 46 | 44 | +2  |
|                       | 8.  | «Атлетик» (Більбао)      | 40 | 38 | 17 | 6  | 15 | 53 | 49 | +4  |
|                       | 9.  | «Сарагоса»               | 35 | 38 | 11 | 13 | 14 | 37 | 52 | -15 |
|                       | 10. | «Осасуна»                | 34 | 38 | 12 | 10 | 16 | 42 | 41 | +1  |
|                       | 11. | «Сельта Віго»            | 34 | 38 | 9  | 16 | 13 | 25 | 32 | -7  |
|                       | 12. | «Реал Сосьєдад»          | 34 | 38 | 13 | 8  | 17 | 46 | 59 | -13 |
|                       | 13. | «Спортінг» (Хіхон)       | 34 | 38 | 11 | 12 | 15 | 38 | 57 | -19 |
|                       | 14. | «Райо Вальєкано»         | 33 | 38 | 8  | 17 | 13 | 40 | 49 | -9  |
|                       | 15. | «Логроньєс»              | 33 | 38 | 11 | 11 | 16 | 32 | 48 | -16 |
|                       | 16. | «Реал Ов'єдо»            | 32 | 38 | 11 | 10 | 17 | 42 | 52 | -10 |
|                       | 17. | «Альбасете»              | 31 | 38 | 11 | 9  | 18 | 54 | 59 | -4  |
|                       | 18. | «Еспаньйол»              | 29 | 38 | 9  | 11 | 18 | 40 | 56 | -16 |
| Вибув до Сегунди      | 19. | «Кадіс»                  | 22 | 38 | 5  | 12 | 21 | 30 | 70 | -40 |
| Вибув до Сегунди      | 20. | «Бургос»                 | 22 | 38 | 4  | 14 | 20 | 29 | 69 | -40 |

### Раунд плей-оф
Згідно з регламентом змагань, команди, що за результатами турніру у Ла Лізі посіли 17 та 18 місця, проводили матчі плей-оф з командами, які зайняли 3 та 4 місця у турнірі Сегунди. Переможці двоматчевих двобоїв отримували право виступів у змаганнях Ла Ліги наступного сезону. За результатами матчів плей-оф клуб «Альбасете» зберіг прописку в елітному дивізіоні, а «Еспаньйол» поступився своїм місцем в еліті представнику Сегунди «Расінгу».
|                      | Перша гра | Друга гра |             |
| -------------------- | --------- | --------- | ----------- |
| «Расінг» (Сантандер) | 1-0       | 0-0       | «Еспаньйол» |
| «Мальорка»           | 1-3       | 1-2       | «Альбасете» |

## Бомбардири

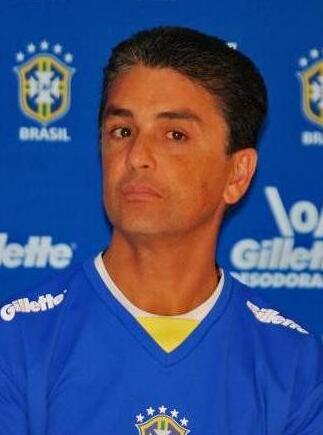
Найкращий бомбардир сезону Бебето.

Найкращим бомбардиром Прімери сезону 1992—93 став бразильський нападник бронзового призера чемпіонату, клубу «Депортіво», Бебето, який записав до свого активу 29 голів. 
Найкращі бомбардири сезону:
|  | Голів | Бомбардир           | Команда                  |
|  | ----- | ------------------- | ------------------------ |
|  | 29    | Бебето              | «Депортіво» (Ла-Корунья) |
|  | 26    | Іван Саморано       | «Реал Мадрид»            |
|  | 20    | Христо Стоїчков     | «Барселона»              |
|  | 20    | Любослав Пенєв      | «Валенсія»               |
|  | 17    | Луїс Гарсіа Постіго | «Атлетіко» (Мадрид)      |
|  | 17    | Хосе Анхель Сіганда | «Атлетик» (Більбао)      |

## Рекорди сезону
- Найбільше перемог: «Барселона» (25)
- Найменше поразок: «Барселона», «Реал Мадрид» (5)
- Найкраща атака: «Барселона» (87 забито)
- Найкращий захист: «Реал Мадрид» (28 пропущено)
- Найкраща різниця голів: «Барселона» (+53)

- Найбільше нічиїх: «Сельта Віго» (16)
- Найменше нічиїх: «Атлетик» (Більбао) (6)

- Найбільше поразок: «Кадіс» (21)
- Найменше перемог: «Бургос» (4)

- Найгірша атака: «Сельта Віго» (25 забито)
- Найгірший захист: «Кадіс» (70 пропущено)
- Найгірша різниця голів: «Кадіс», «Бургос» (-40)